# 維多利亞·希斯特德
卡琳·維多利亞·希斯特德（瑞典語：Karin Victoria Silvstedt，1974年9月19日—）是一位瑞典女模特兒、演員、歌手及電視名流。她曾於2001年喜劇片《巔瘋極限》中參演。

## 早期生活
希斯特德出生於謝萊夫特港，並主要都在博爾奈斯成長。她有一名姊姊和一名弟弟。她很喜歡馬術，並想成為一名獸醫。

## 個人生活
希斯特德於1999年與克里斯·拉格相遇，並在《今夜娛樂》上接受採訪。兩人於2000年的聖誕節前夕在一起，並於2001年結婚。
據芬蘭報紙《Keskisuomalainen》的介紹，希斯特德每年以模特兒、電視通告和各種品牌代言就為自己賺進了數百萬美元。
希斯特德除了她的母語瑞典語外，還會說英語、法語和義大利語。

## 外部連結
- 官方网站
- Victoria Silvstedt在互联网电影资料库（IMDb）上的資料（英文）